# Sonho Meu (canção)
Sonho Meu é uma canção de samba composta por Dona Ivone Lara em parceria com Délcio Carvalho em 1978.
A canção foi gravada pela primeira vez por Maria Bethânia e Gal Costa no LP "Álibi", de Maria Bethânia, em 1978.
Segundo relata o jornalista Lucas Nobile, na biografia "Dona Ivone Lara – A Primeira-Dama do Samba", devido ao contexto histórico da época de sua composição (havia um debate acalorado sobre a anistia dos presos políticos e exilados do regime militar), a canção acabou virando um dos hinos à anistia.

## Prêmios e Indicações
| Ano  | Prêmio                            | Categoria     | Resultado | Ref.  |
| ---- | --------------------------------- | ------------- | --------- | ----- |
| 1978 | Prêmio Sharp de Música Brasileira | Melhor Música | Venceu    | [ 4 ] |